# Distrito de Soraya
El distrito de Soraya es uno de los 17 distritos de la provincia de Aymaraes  ubicada en el departamento de Apurímac, bajo la administración del gobierno regional de Apurímac, en el sur del Perú.
Desde el punto de vista jerárquico de la Iglesia católica forma parte de la Diócesis de Abancay la cual, a su vez, pertenece a la Arquidiócesis de Cusco.

## Historia
El distrito de Soraya fue creado durante la administración de José María Raygada,
Entonces Presidente del Consejo de Ministros y encargado del poder un 2 de enero de 1,857. y territorialmente estaba comprendido por: Soraya, Sañayca, Capaya, Toraya, y Yanaca.
Posteriormente se promulgó una Ley el día 25 de octubre de 1901 en la que se establece trasladar la capital Distrital a Toraya por influencia políticas durante del gobierno de Eduardo L. De Romaña .
El pueblo de Soraya siguió trabajando por su integridad y progreso, viviendo como anexo durante 17 años hasta que el 21 de noviembre de 1918 por Ley N.º 2844 se restituye como capital Distrital a Soraya.
Ley N.º 2844 Artículo único: “Trasládese nuevamente al pueblo de Soraya la capital Distrital del segundo distrito de la provincia de Aymaraes, comuníquese a Poder Ejecutivo para que disponga lo necesario para su cumplimiento” Dada la Ley en la Sala de sesiones del congreso de la República el 18 de noviembre de 1918 siendo Presidente del Senado: Antonio Miroquesada, Juan Pardo, Diputado Presidente y F. R. Lanatta Senador Secretario. Al señor Presidente de la República, por tanto: mando se imprima, publique; circule y se dé el debido cumplimiento. Dado en la casa de Gobierno en Lima a los 21 días del mes de noviembre de 1918- José pardo.”
Los primeros habitantes del distrito de Soraya fueron naturales quechuas que vivieron formando pequeños pueblos llamados Ccarhuatani, Santura, Sinte Antaccahua y Chuspipata, consolidándose más tarde en una población con el nombre de “SORAY “ éste acontecimiento se produjo en el período pre- inca.
El nombre del distrito de Soraya viene de la palabra quechua “SORAY” que significa agua estancada, resulta que este nombre nadie lo hizo común como tal sino que se sabe que probablemente los españoles fueron los que hayan agregado la terminación “a” conociéndose entonces como “SORAYA” y expresar el nombre del distrito con más elegancia. En la época Virreinal se construyó su templo para establecer la segunda doctrina cristiana y evangelizar a los nativos de la Región, luego mandaron fundir dos campanas cuya inscripción a la letra dice:”María Carmen, Jesús María Jose Año 1673 “ y la otra reza: D.D.R. Rogriguez de Abila Año 1693

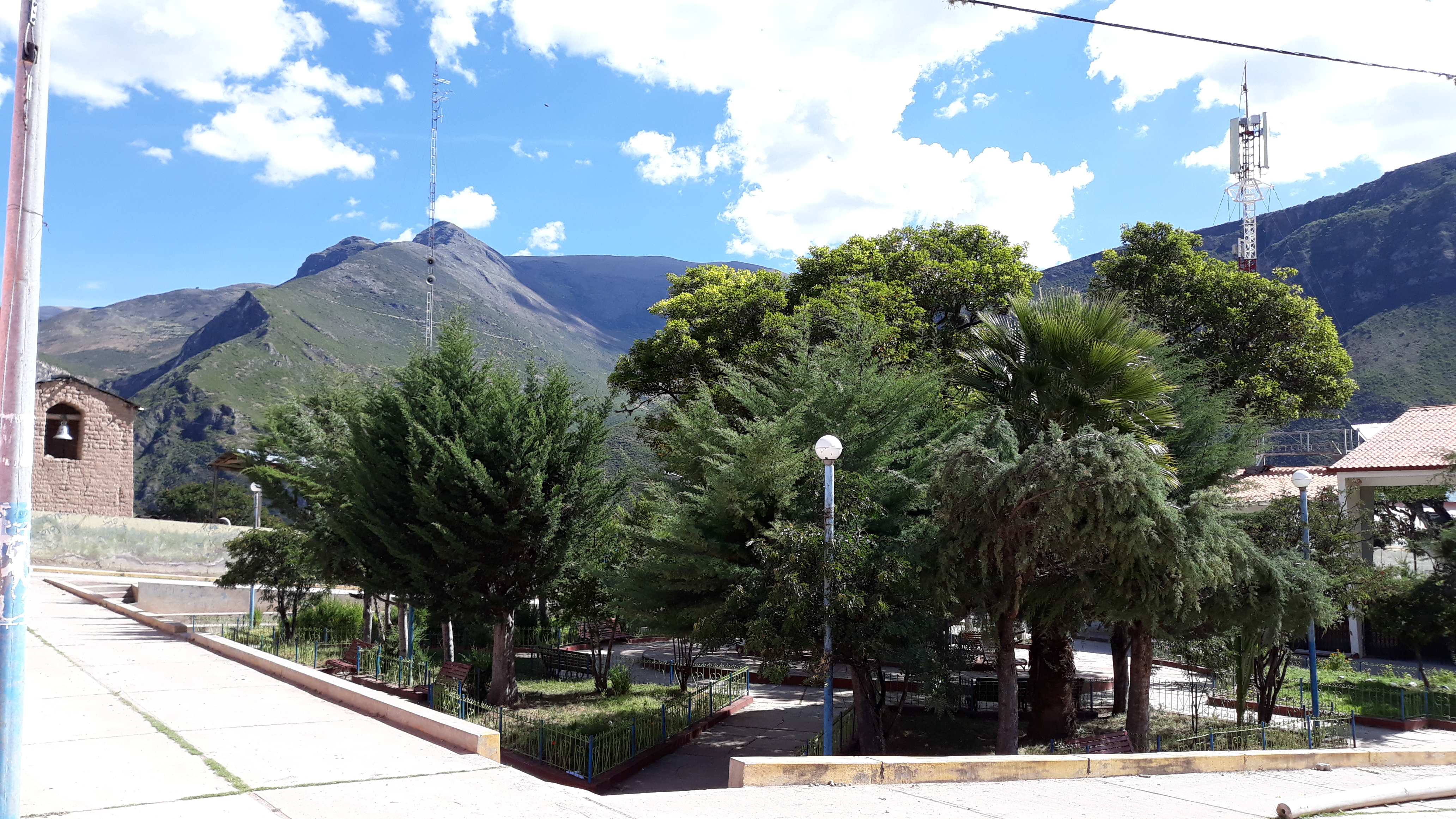
PLAZA DE ARMAS DEL DISTRITO DE SORAYA

## Autoridades

### Municipales
- 2023-2026:[3]
  - Alcalde: Miguel Ángel Ontón Flores

## Festividades
- Junio 13: San Antonio de Padua - Soraya.
- Junio 24: San Juan Bautista  de Pacayca - Soraya.
- Junio 24:  San Juan Bautista  de Pacayca - Ccarhuatani - Soraya.
- Junio 29: San Pedro y San Pablo.
- Julio 16: Virgen del Carmen.
- Agosto 30: Santa Rosa de Lima -  Ccarhuatani - Soraya.
- Diciembre 24-25: Niño Jesús de Soraya -  Soraya.

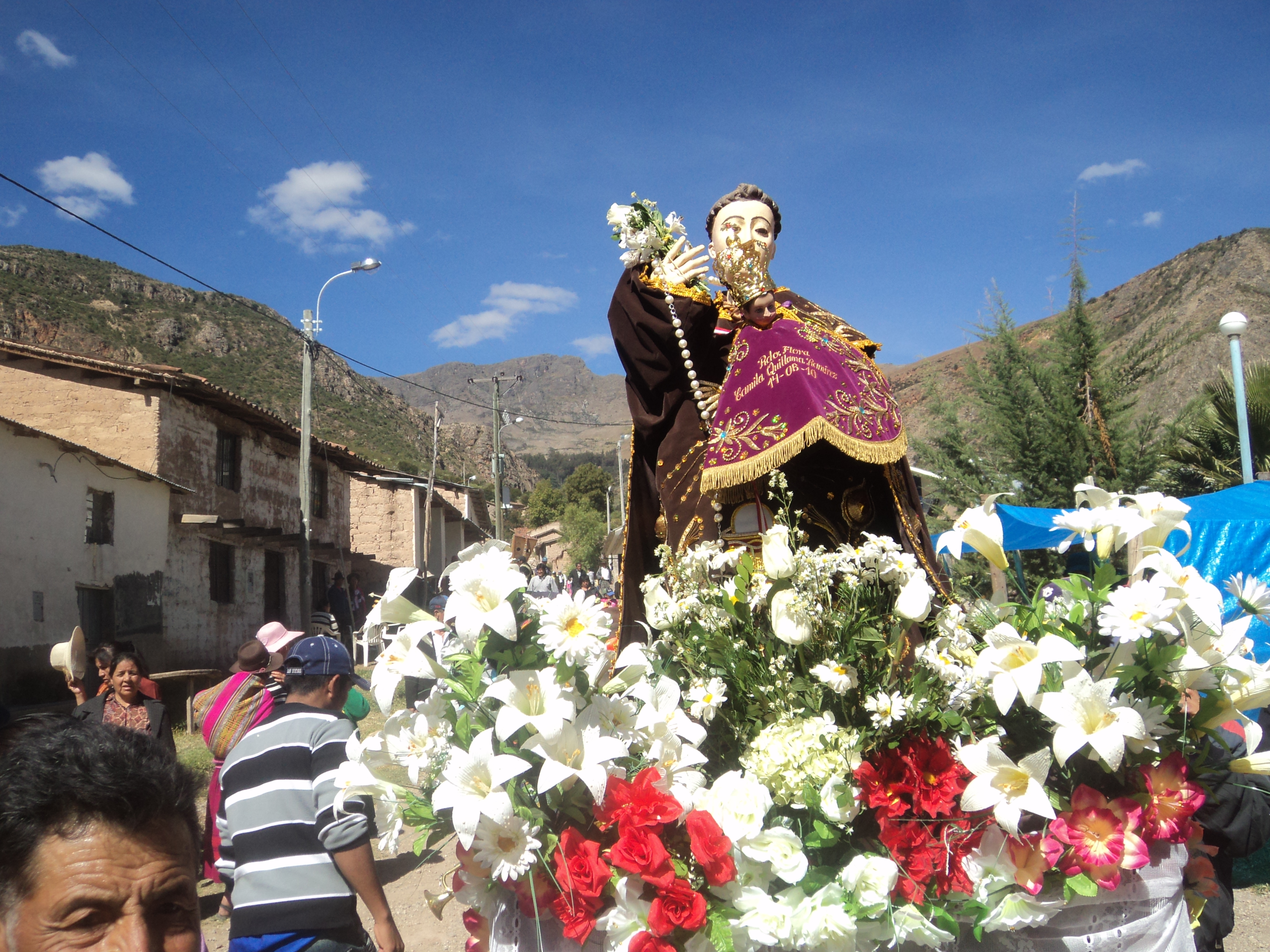
SAN ANTONIO DE PADUA PATRON DEL DISTRITO DE SORAYA

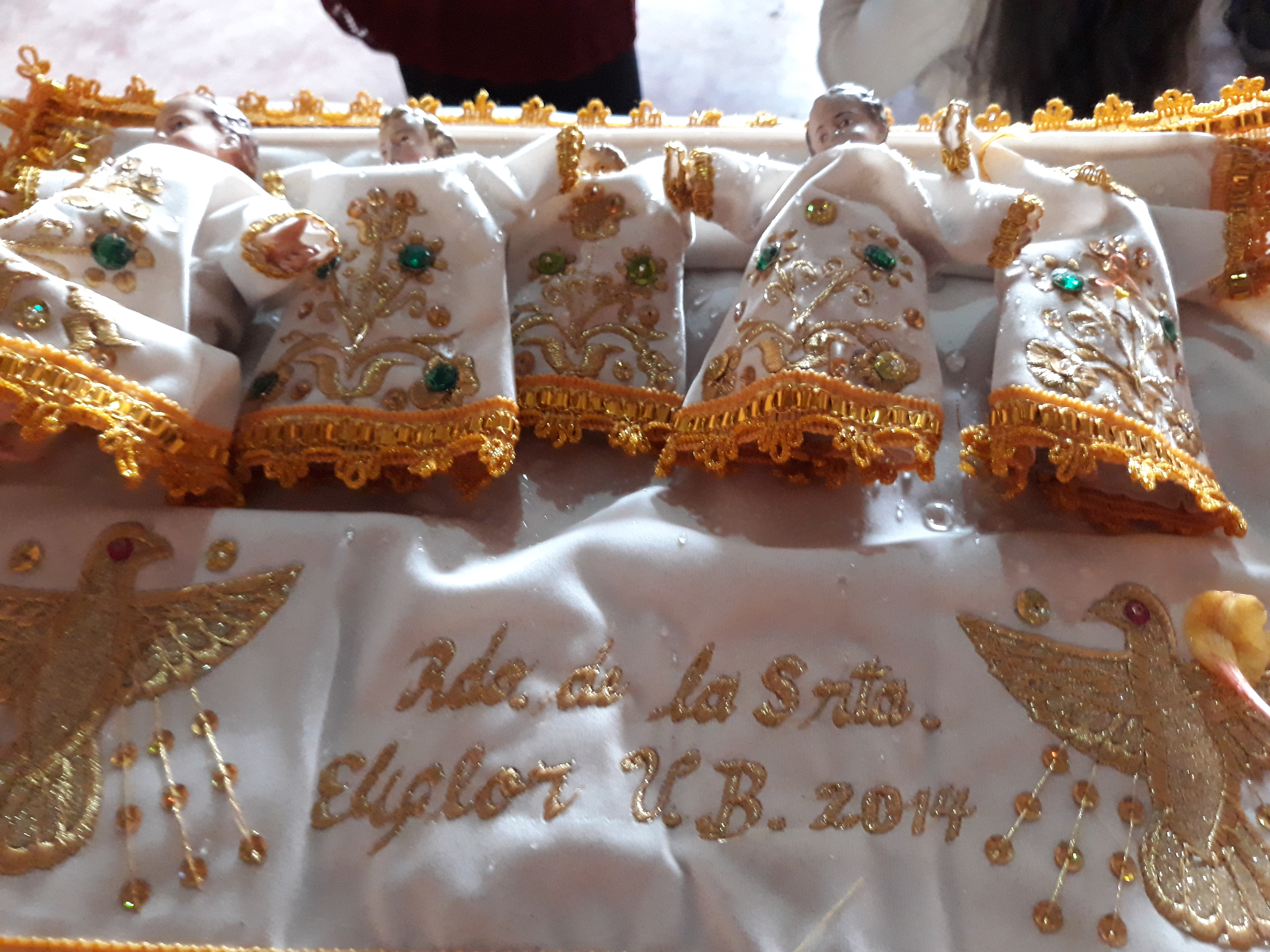
NIÑO JESUS DEL DISTRITO DE SORAYA

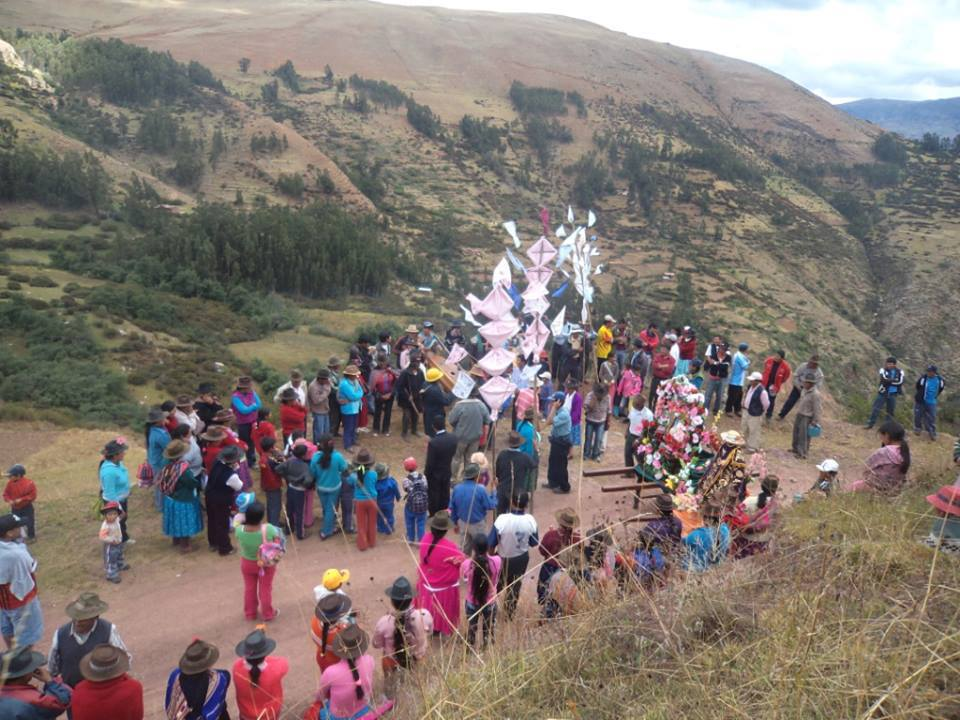
SANTA ROSA DE LIMA - ANEXO DE CCARHUATANI - DISTRITO DE SORAYA

## Medios de comunicación
- PROGRAMA RADIAL "SENTIMIENTO SORAINO"

```
 
https://www.facebook.com/sentimiento.soraino.5
```

- Datos: Q2703313
- Multimedia: Soraya District / Q2703313